# Село Засеље, борци пали у ратовима од 1912. до 1918. године
Списак бораца из села Засеље, Општина Пожега, погинулих и умрлих у Балканским и Првом светском рату преузет је из књиге „Пожега и околина”, објављене 1978. године.
Подаци за подручје Пожеге прикупљани су у периоду 1976–1977. године преко матичних књига умрлих, спомен-плоча, крајпуташа, као и разговора са преживелим борцима и појединим грађанима који су по сећању могли да дају податке, уз напомену да спискови могуће да нису потпуни, због временске дистанце и недостатка поузданих извора.

## Списак
1. Алексић Војимир
2. Богдановић Владимир
3. Богдановић Манојле
4. Богдановић Милорад
5. Богдановић Љубомир
6. Богдановић Остоја
7. Васиљевић Михаило
8. Вистаћ Сретен
9. Вистаћ Јован
10. Вистаћ Драгутин
11. Вистаћ Момир
12. Вистаћ Василије
13. Вистаћ Драгић
14. Војиновић Живко
15. Гојовић Витомир
16. Гојовић Никола
17. Гојовић Тома
18. Димитријевић Милован
19. Димитријевић Ђорђе
20. Димитријевић Милош
21. Ђолић Милић
22. Живанић Гојко
23. Живанић Драгољуб
24. Илић Велимир
25. Илић Миленко
26. Јеличић Гвозден
27. Јеличић Радован
28. Јовановић Велимир
29. Јовановић Владимир
30. Лазаревић Станимир
31. Максимовић Миленко
32. Марковић Андрија
33. Марковић Радоје
34. Марковић Милорад
35. Милутиновић Никодин
36. Николић Неђељко
37. Николић Тихомир
38. Николић Павле
39. Пантић Владимир
40. Радовановић Вукоман
41. Радовановић Велизар
42. Радовановић Будимир
43. Радовановић Љубомир
44. Ракић Владимир
45. Станић Страјин
46. Станић Богосав
47. Станић Веселин
48. Станић Милутин
49. Стојић Милош
50. Стојић Стеван
51. Танкосић Добросав
52. Тешић Витомир
53. Тешић Миленко
54. Тешић Средоје
55. Филиповић Рафајило[1]